# Pseudoligandra chrysocoma
Pseudoligandra chrysocoma là một loài thực vật có hoa trong họ Cúc. Loài này được (Wedd.) M.O.Dillon & Sagást. miêu tả khoa học đầu tiên năm 1990.